# Martín Lozano Tello
Martín Lozano Tello (ur. 19 września 1900 w Corral de Almaguer, zm. 16 sierpnia 1936 w Boca de Balondillo) – hiszpański franciszkanin, biblista, męczennik chrześcijański i błogosławiony Kościoła rzymskokatolickiego.

## Biografia
Martín Lozano Tello urodził się w rodzinie Romána Lozano i Carmen Tello w Corral de Almaguer w regionie Kastylia-La Mancha 19 września 1900 roku. Już jako dziecko opiekował się niewidomym ojcem, któremu czytał literaturę religijną. W 1908 roku zmarła matka, w 1910 roku ojciec. W wieku dwunastu lat wstąpił do niższego seminarium franciszkanów. 14 lipca 1916 roku rozpoczął nowicjat w klasztorze franciszkańskim w Pastranie. Pierwszą profesję złożył 14 lipca 1917 roku. Studia filozoficzno-teologiczne odbył w domach zakonnych w Puebla de Montalban, Pastranie oraz Consuegra. Święcenia kapłańskie przyjął w Toledo 6 czerwca 1925 roku.
W latach 1925–1927 studiował biblistykę w Rzymie (Antonianum) i Jerozolimie. Był jednym z pierwszych studentów, powstałego w 1924 roku Franciszkańskiego Studium Biblijnego w Jerozolimie. Po powrocie do Hiszpanii wykładał w Consuegra, następnie wyjechał do Quincy w Stanach Zjednoczonych. W Ameryce prowadził wykłady w latach 1931–1933. Podczas kapituły prowincjalnej w 1935 roku został mianowany cenzorem wydawnictw oraz ekonomem domu zakonnego w Consuegra. Spodziewał się represji w związku z wybuchem hiszpańskiej wojny domowej. Nie przestał publicznie pokazywać się w habicie zakonnym. Wraz z innymi kapłanami i klerykami z klasztoru w Consuegra został zastrzelony w Boca de Balondillo (Fuente el Fresno, Ciudad Real) 16 sierpnia 1936 roku.

## Beatyfikacja
O. Lozano Tello został ogłoszony błogosławionym wraz z innymi 497 męczennikami hiszpańskimi przez papieża Benedykta XVI na Placu Świętego Piotra 28 października 2007 roku. Mszy przewodniczył prefekt Kongregacji Spraw Kanonizacyjnych kardynał José Saraiva Martins.
Wspomnienie liturgiczne obchodzone jest w archidiecezji Toledo 16 sierpnia.